# 熱海あたりで
「熱海あたりで」（あたみあたりで）は、1991年10月1日に発売された八代亜紀と桂三枝（現・桂文枝）のデュエット・シングルである。

## 解説
ANN系列『トゥナイト』エンディングテーマ。

## 収録曲
- 両楽曲共に、作詞：秋元康

1. 熱海あたりで
作曲：林哲司／編曲：服部隆之
※歌唱：八代亜紀・桂三枝
2. 熱海あたりで（カラオケ）
3. はっけよい
作曲：高橋研／編曲：若草恵
※歌唱：八代亜紀
4. はっけよい（カラオケ）